# Sofia Lövgren
Sofia Linnéa Matilda Lövgren (* 4. März 1990 in Göteborg) ist eine professionelle schwedische Pokerspielerin.

## Persönliches
Lövgren wuchs mit zwei Brüdern und einer Schwester in Göteborg auf. Sie lebt in Göteborg und auf Malta.

## Pokerkarriere
Lövgren begann das Pokerspielen mit 16 Jahren online. Sie baute sich durch Freerolls eine Bankroll auf und verzeichnete mit Cash Games kontinuierliche Gewinne. Anfang 2010 wurde der Onlinepokerraum PKR auf Lövgren aufmerksam und machte sie unter dem Nickname welllbet zur ersten weiblichen Spielerin in ihrem Team. Im April 2014 wechselte sie zum Team von 888poker, bei dem sie bis Januar 2022 als sofialovgren spielt.
Anfang April 2010 spielte Lövgren mit dem Main Event der Irish Poker Open in Dublin ihr erstes Live-Turnier und belegte von 708 Spielern den 29. Platz, für den sie ein Preisgeld von knapp 10.000 Euro erhielt. Mitte September 2010 war sie erstmals bei einem Event der World Series of Poker (WSOP) erfolgreich und kam bei der in London ausgespielten WSOP Europe bei einem Turnier der Variante No Limit Hold’em ins Geld. Im Juni 2012 erreichte Lövgren bei der WSOP-Hauptturnierserie im Rio All-Suite Hotel and Casino am Las Vegas Strip dreimal die Geldränge. Mitte Oktober 2013 belegte sie beim High-Roller-Event der European Poker Tour in London den 16. Platz und erhielt dafür mehr als 20.000 britische Pfund, zu diesem Zeitpunkt umgerechnet knapp 35.000 US-Dollar. Bei der WSOP 2016 wurde Lövgren Zwölfte beim Millionaire Maker und sicherte sich rund 75.000 US-Dollar. Ein Jahr später landete sie beim WSOP-Main-Event auf dem mit mehr als 35.000 US-Dollar dotierten 322. Platz. Mitte März 2022 belegte sie bei den Wynn Millions im Wynn Las Vegas den 17. Platz und erhielt ihr bisher höchstes Preisgeld von knapp 100.000 US-Dollar.
Insgesamt hat sich Lövgren mit Poker bei Live-Turnieren mehr als 650.000 US-Dollar erspielt.